# Plagiothecium cordifolium
Plagiothecium cordifolium är en bladmossart som beskrevs av Lazarenko 1945. Plagiothecium cordifolium ingår i släktet sidenmossor, och familjen Plagiotheciaceae. Inga underarter finns listade i Catalogue of Life.